# Новоюріївка
Новоюріївка (до 2025 — Новоюр'ївка) — село в Україні, в Ольшанській селищній громаді Миколаївського району Миколаївської області. Населення становить 182 особи.

## Історія
05 червня 2025 року відповідно до Постанови Верховної Ради України № 4483-IX село Новоюр'ївка було перейменовано на село Новоюріївка. Постанова набула чинності 18 червня 2025 року.